# Allobates ignotus
Allobates ignotus Anganoy-Criollo, 2012 è un anfibio anuro appartenente alla famiglia degli Aromobatidi.

## Distribuzione e habitat
È endemica della Sierra de Perijá in Colombia. Si trova da 400 a 900 m di altitudine.